# Igny (Alt Saona)
Igny és un municipi francès situat al departament de l'Alt Saona i a la regió de Borgonya - Franc Comtat. L'any 2007 tenia 181 habitants.

## Demografia

### Població
El 2007 la població de fet d'Igny era de 181 persones. Hi havia 66 famílies, de les quals 16 eren unipersonals (8 homes vivint sols i 8 dones vivint soles), 23 parelles sense fills, 23 parelles amb fills i 4 famílies monoparentals amb fills.
La població ha evolucionat segons el següent gràfic:
Habitants censats

### Habitatges
El 2007 hi havia 91 habitatges, 74 eren l'habitatge principal de la família, 9 eren segones residències i 9 estaven desocupats. 85 eren cases i 7 eren apartaments. Dels 74 habitatges principals, 61 estaven ocupats pels seus propietaris, 11 estaven llogats i ocupats pels llogaters i 3 estaven cedits a títol gratuït; 3 tenien dues cambres, 7 en tenien tres, 19 en tenien quatre i 46 en tenien cinc o més. 73 habitatges disposaven pel capbaix d'una plaça de pàrquing. A 32 habitatges hi havia un automòbil i a 40 n'hi havia dos o més.

## Economia
El 2007 la població en edat de treballar era de 107 persones, 80 eren actives i 27 eren inactives. De les 80 persones actives 73 estaven ocupades (42 homes i 31 dones) i 7 estaven aturades (2 homes i 5 dones). De les 27 persones inactives 9 estaven jubilades, 7 estaven estudiant i 11 estaven classificades com a «altres inactius».

### Ingressos
El 2009 a Igny hi havia 74 unitats fiscals que integraven 193 persones, la mediana anual d'ingressos fiscals per persona era de 15.483 €.

### Activitats econòmiques
Dels 7 establiments que hi havia el 2007, 2 eren d'empreses de fabricació d'altres productes industrials, 1 d'una empresa de construcció, 2 d'empreses de comerç i reparació d'automòbils, 1 d'una empresa immobiliària i 1 d'una empresa classificada com a «altres activitats de serveis».
L'únic servei als particulars que hi havia el 2009 era un paleta.
L'any 2000 a Igny hi havia 9 explotacions agrícoles.

## Poblacions més properes
El següent diagrama mostra les poblacions més properes.